# Buse Ene
Buse Ene est une joueuse de volley-ball turque née le 7 août 1996 à İstanbul. Elle mesure 1,82 m et joue au poste de réceptionneuse-attaquante. 

## Clubs
| Club                       | De        | À         |
| -------------------------- | --------- | --------- |
| Eczacıbaşı İstanbul        | 2004-2005 | 2013-2014 |
| Sarıyer Belediyesi         | 2014-2015 | 2015-2016 |
| College of Central Florida | 2016-2017 | …         |